# 7495 Feynman
A 7495 Feynman (ideiglenes jelöléssel 1995 WS4) a Naprendszer kisbolygóövében található aszteroida. Miloš Tichý és Zdeněk Moravec fedezte fel 1995. november 22-én.